# Stephen Benson

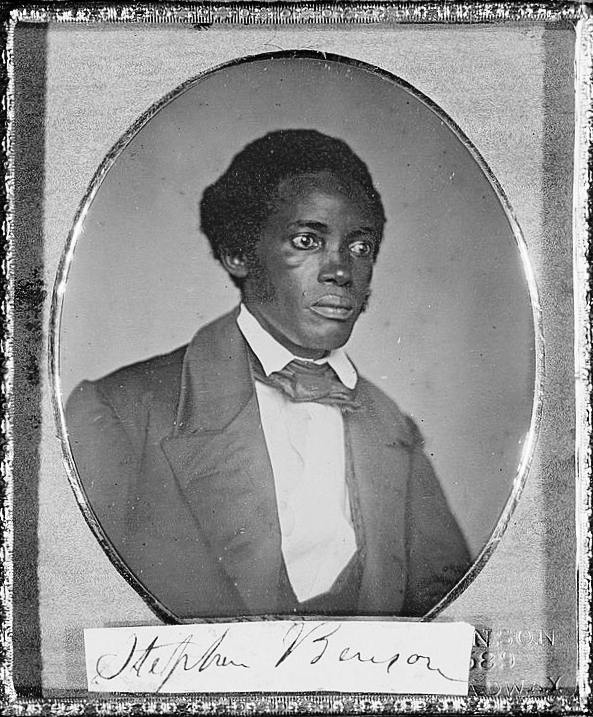
Stephen Allen Benson

Stephen Allen Benson (Maryland, 21 mei 1816 – 1865) was de tweede president van Liberia van 1856 tot 1864.
Stephen Benson emigreerde in 1822 met zijn familie van de Verenigde Staten (Maryland) naar Liberia, een toenmalige Amerikaanse kolonie. Benson groeide uit tot een succesvol zakenman. In 1842 werd hij in de koloniale raad gekozen. Na de onafhankelijkheid van Liberia (1847) werd hij rechter.
In 1853 volgde Benson's aanstelling als vicepresident onder president Joseph Jenkins Roberts. In 1856 volgde hij de laatste als president van Liberia op.
Onder Benson's presidentschap verkreeg Liberia diplomatieke erkenning door de Verenigde Staten in 1862.
Benson's beleid was gericht op nauwe samenwerking en goede betrekkingen met de autochtone bewoners van Liberia. Na zijn presidentschap beheerde hij zijn plantage. Hij overleed in 1865.
Zie ook: Lijst van presidenten van Liberia
Joseph Jenkins Roberts · Stephen Benson · Daniel Bashiel Warner · James Payne · Edward Roye · James Smith · Joseph Jenkins Roberts · James Payne · Anthony Gardiner · Alfred Russell · Hilary Johnson · Joseph Cheeseman · William David Coleman · Garretson Gibson · Arthur Barclay · Daniel Howard · Charles King · Edwin James Barclay · William Tubman · William Richard Tolbert jr. · Samuel Doe · Amos Sawyer · David Kpormakpor · Wilton Sankawulo · Ruth Perry · Charles Taylor · Moses Zeh Blah · Charles Bryant · Ellen Johnson Sirleaf · George Weah · Joseph Boakai